# Xft
Xft はキース・パッカードによって作られた 自由ソフトウェアのライブラリ である。"Xft" は "X FreeType" インタフェースライブラリ を表す。 バージョン2.1に関しては BSDライセンス似のライセンスのもとで配布されている。
FreeType ラスタライザを X レンダリング拡張とともに使えるように設計されている。通常 FreeType のアンチエイリアスフォントを X Window System で使うために用いられている。Xft はシステムフォントにアクセスするために fontconfig にも依存している。